# Freyellidae
Freyellidae là một họ sao biển sống ở nơi có độ sâu lớn. Họ này là một trong hai họ của bộ Brisingida. Phần đông các loài của họ này được phát hiện là ở vùng nước của Nam Cực gần Úc, các loài còn lại thì sinh sống gần New Zealand và Hoa Kỳ.

## Đặc điểm
Họ này có kích thước nhỏ, phần giữa thì giống với các loài trong bộ Ophiurida. Chúng có nhiều hơn 5 cánh và ranh giới của cánh và phần giữa rất rõ ràng. Phần giữa tương đối tròn. Cánh thì nhỏ, nhọn và dài hơp 6 lần bán kính của vùng giữa. Xen giữa hai cánh là một góc nhọn. Cánh có một phần gọi là phần trụ vì nó có hình trụ, sau phần này là phần cánh gần với phần giữa. Nó hơi to ra vì bên trong có chứa các mô của tuyến sinh dục. Từ phần trụ cho đến đầu cánh thì cánh bắt đầu vuốt nhọn. Tất cá các điều trên thì tương tự như họ Brisingidae. Điểm khác là các vòng vung ở phần giữa có bán kính liên kết với nhau cong, các madreporite (một khe hở dùng để cân bằng áp suất của các loài động vật da gai) nhỏ hơn, các "vảy" không có gai, các cánh nối liền, không đứt đoạn với phần giữa của sao biển và có "vảy" ở vùng đầu gần (đầu gần là một thuật ngữ trong giải phẫu học, đó là phần ranh giới ở chân và cơ thể nếu giải thích ở khía cạnh con người, còn ở sao biển thì nó là ranh giới giữa cánh và phần giữa cũng có thể là cơ thể của sao biển).

## Sinh vật học
Các loài trong họ này thường được phát hiện là ở trên các chất nền mềm ở độ sâu từ 950 đến 5600 mét. Còn với họ chung bộ là Brisingidae thì độ sâu mà họ này sống hẹp hơn, là từ 100 đến 4000 mét và tại nơi có chất nền cứng. Bởi vì các "vảy" ở vùng đầu gần, nên các nhà khoa học vẫn không thấy chúng vươn cánh thẳng đứng lên. Một số loài của họ này có thể không phải là loài ăn lọc. Một vài loài khi vươn cánh cũng vươn cả vùng ngoại biên (vùng chứa các mô của tuyến sinh dục) lên.

## Chi và loài
Theo cơ sở dữ liệu sinh vật biển thì họ này có các chi cũng như là loài sau đây:

- Họ Freyellidae
  - Chi Astrocles Fisher, 1917 — 3 loài
    - Astrocles actinodetus
    - Astrocles djakonovi
    - Astrocles japonicus

  - Chi Belgicella Ludwig, 1903 — chi đơn
    - Belgicella racovitzana

  - Chi Colpaster Sladen, 1889 — 2 loài
    - Colpaster edwardsii
    - Colpaster scutigerula

  - Chi Freyastera Downey, 1986 — 6 loài
    - Freyastera benthophila
    - Freyastera digitata
    - Freyastera mexicana
    - Freyastera mortenseni
    - Freyastera sexradiata
    - Freyastera tuberculata

  - Chi Freyella Perrier, 1885 (Danh pháp đồng nghĩa: Freyellidea, Fisher, 1917) — 29 loài
    - Freyella attenuata Sladen, 1889
    - Freyella breviispina (H.L. Clark, 1920)
    - Freyella dimorpha Sladen, 1889
    - Freyella drygalskii (Döderlein, 1928)
    - Freyella echinata Sladen, 1889
    - Freyella elegans (Verrill, 1884)
    - Freyella felleyra McKnight, 2006
    - Freyella flabellispina Korovchinsky & Galkin, 1984
    - Freyella formosa Korovchinsky, 1976
    - Freyella fragilissima Sladen, 1889
    - Freyella giardi Koehler, 1907
    - Freyella heroina Sladen, 1889
    - Freyella hexactis Baranova, 1957
    - Freyella indica Koehler, 1909
    - Freyella insignis Ludwig, 1905
    - Freyella kurilokamchatica Korovchinsky, 1976
    - Freyella loricata Korovchinsky & Galkin, 1984
    - Freyella macropedicellaria Korovchinsky & Galkin, 1984
    - Freyella microplax (Fisher, 1917)
    - Freyella microspina Verrill, 1894
    - Freyella mutabila Korovchinsky, 1976
    - Freyella octoradiata (H.L. Clark, 1920)
    - Freyella oligobrachia (H.L. Clark, 1920)
    - Freyella pacifica Ludwig, 1905
    - Freyella pennata Sladen, 1889
    - Freyella propinqua Ludwig, 1905
    - Freyella recta Koehler, 1907
    - Freyella remex Sladen, 1889
    - Freyella vitjazi Korovchinsky & Galkin, 1984

  - Chi Freyellaster Fisher 1918 — 5 loài
    - Freyellaster fecundus
    - Freyellaster intermedius
    - Freyellaster polycnema
    - Freyellaster scalaris
    - Freyellaster spatulifer

## Các nguồn khác
- Clark, A.M. and Mah, C. (2001). An index of names of recent Asteroidea, part 4. Forcipulatida and Brisingida, in: Jangoux, M.; Lawrence, J.M. (Ed.) (2001). Echinoderm Studies, 6: pp. 229–347
- Mah, C.; Hansson, H. (2013). Freyella Perrier, 1885. In: Mah, C.L. (2013) World Asteroidea database. Truy cập through: Freyella Perrier, 1885 at the World Register of Marine Species on 2013-11-25